# 2780 Monnig
2780 Monnig (1981 DO2) là một tiểu hành tinh vành đai chính được S. J. Bus phát hiện vào ngày 28 tháng 2, năm 1981 tại Siding Spring. Tiểu hành tinh này được đặt theo tên Oscar Monnig.